# Municipalità di West Coast
La municipalità di West Coast è una delle 29 local government areas che si trovano in Tasmania, in Australia. Essa si estende su di una superficie di 9.574,5 chilometri quadrati ed ha una popolazione di 5.171 abitanti. La sede del consiglio si trova a Zeehan.